# Sululu
Sululu ist ein Verwaltungsbezirk (englisch Ward) des Distrikts Masasi (TC) in der tansanischen Region Mtwara.

## Geografie
Sululu liegt im Südosten von Tansania südöstlich des Zentrums der Distrikthauptstadt Masasi. Der Bezirk grenzt im Norden an Mwenge Mtapika, im Osten an Matawale, im Süden an Mnanje, im Südwesten Mikangaula und im Westen an Mlingula. Bei der Volkszählung 2022 lebten 12.578 Menschen in 3898 Haushalten auf einer Fläche von 56 Quadratkilometern.

## Gliederung
Der Bezirk besteht aus sechs Gemeinden (Mtaa) mit 30 Orten (Kitongoji):
| Makulani - Kagera - Kanisani - Chemichemi - Msikitini | Mtakeni - Namupa - Amani - Leba - Butiama | Mkarakate - Shuleni - Gharani - Majengo - Kilimahewa - Sauti Moja - Sululu A - Amani | Sululu - Majimaji - Ghalani - Kiwanjani - Shuleni - Kanisani - Msikitini - Ofisini | Mkapunda A - Mkapunda A - Shuleni - Kiwajani - Mkapunda Ofisini - Ghalani | Mkapunda B - Kanisani - Msikitini - Majimaji |

## Infrastruktur
- Bildung: Die Sululu Secondary School ist eine staatliche weiterführende Tagesschule mit einer Ausbildung bis zur 4. Stufe.[8]
- Gesundheit: In der Gemeinde Makulani liegt eine öffentliche Apotheke.[9]